# Limacia (animal)
Pour le genre de plantes, voir Limacia (plante).
Genre
Limacia est un genre de mollusques gastéropodes de l'ordre  des nudibranches et de la famille des Polyceridae. Ce nom vient du latin limax qui signifie « limace, limaçon ».

## Liste des espèces
Selon World Register of Marine Species, on compte six espèces :
- Limacia annulata Vallès, Valdés & Ortea, 2000
- Limacia clavigera (O. F. Müller, 1776)
- Limacia cockerelli (MacFarland, 1905)
- Limacia janssi (Bertsch & Ferreira, 1974)
- Limacia lucida (Stimpson, 1854)
- Limacia ornata (Baba, 1937)